# Megachoriolaus patricia
Megachoriolaus patricia là một loài bọ cánh cứng trong họ Cerambycidae.